# Wesołowo (powiat olsztyński)
Wesołowo (niem. Wessolowen, 1938–1945 Frohwalde) – osada w Polsce położona w województwie warmińsko-mazurskim, w powiecie olsztyńskim, w gminie Purda. W latach 1975–1998 miejscowość administracyjnie należała do województwa olsztyńskiego.

## Historia
Wzmianki o wsi dotyczą folwarku, należącego do Badyńskich herbu Jelita (Badyńscy rezydowali w Marunach pod Barczewem, posiadali także od 1740 r. Pajtuny i Radostowo (w gminie Jeziorany). Założycielem Wesołowa był prawdopodobnie Antoni Badyński.
W latach 1772–1773 folwark obejmował 2 łany i 16 mórg (43,18 ha). Osadę zamieszkiwało na stałe jedynie dwóch zagrodników. W tym czasie Badyńscy mieli sześciu synów, ale wszystkie dobra należały do wdowy rezydującej w Marunach z trojgiem nieletnich jeszcze synów. Po śmierci matki w 1787 roku synowie sprzedali Pajtuny, zatrzymali jednak Wesołowo. Dobra odziedziczył ostatecznie czwarty z synów, Andrzej (1758-1831). Podobnie jak jego starsi bracia ukończył gimnazjum jezuickie w Reszlu, służył także w wojsku pruskim w Królewcu, gdzie awansował do stopnia kapitana.
W 1820 roku w Wesołowie znajdowała się tylko jedna chałupa z 14 mieszkańcami. W 1938 r. urzędową nazwę Wessolowen, w ramach akcji germanizacyjnej ówczesne władze niemieckie zmieniły na Frohwalde. Po 1945 roku folwark w Wesołowie przekształcono w PGR.
Obecnie osada nie istnieje.